# Ґжеґожовиці (Сілезьке воєводство)
Ґжеґожовиці (пол. Grzegorzowice, нім. Gregorsowitz) — село в Польщі, у гміні Рудник Рациборського повіту Сілезького воєводства.
Населення — 594 особи (2011).
У 1975-1998 роках село належало до Катовицького воєводства.

## Демографія
Демографічна структура станом на 31 березня 2011 року:
|          | Загалом | Допрацездатний вік | Працездатний вік | Постпрацездатний вік |
| -------- | ------- | ------------------ | ---------------- | -------------------- |
| Чоловіки | 279     | 53                 | 183              | 43                   |
| Жінки    | 315     | 51                 | 197              | 67                   |
| Разом    | 594     | 104                | 380              | 110                  |